# Zinaida Lindén
Zinaida Lindén (f. Zinaida Usjakova/ Зинаида Ушакова), (ryska Зинаида Линден) född 29 december 1963 i Leningrad, Sovjetunionen är en rysk-finlandssvensk författare, filmrecensent och publicist. År 1986 blev hon filosofie magister i svenska och svensk litteratur (Leningrads universitet). I samband med sitt äktenskap flyttade hon i början av 1990-talet till Helsingfors. För närvarande är hon bosatt i Åbo med sin familj, men vistas mycket i S:t Petersburg. Åren 1999-2000 bodde Lindén i Japan (Yokohama, Tokyo). 
Lindén skriver på två språk, ryska och svenska. 
Lindéns roman I väntan på en jordbävning belönades med Runebergspriset år 2005. Bland de utmärkelser som hon erhållit finns Svenska Litteratursällskapets pris (1997, 2005, 2014, 2017), Suomi-palkinto, Svenska Kulturfondens pris, Längmanska Kulturfondens pris m.fl.  
Lindén har översatt Monika Fagerholm, Claes Andersson, Martin Enckell och Kjell Westö till ryska.
År 2008 utkom hennes ryska översättning av Henrik Meinanders "Finlands historia" (Moskva, Ves mir). Hon har också översatt "Finland 1944" av Henrik Meinander till ryska (Moskva, Ves mir, 2014). 
År 2017 gav förlaget Pusjkinskij Fond i S:t Petersburg ut boken "Golos zjensjtjiny" / "Kvinnans röst", en antologi med ett stort antal av Finlands kvinnliga poeter i översättning av Zinaida Lindén (svenska-ryska) och Eleonora Joffe (finska-ryska). 
Lindén är känd som kolumnist vid Hufvudstadsbladet där hon medverkat sedan år 2001.
Medlem i Finlands svenska författareförening (2001). Hedersmedlem i Sankt Petersburgs Författarförbund (2015).

## Priser
- Runeberg-priset 2005
- Svenska Litteratursällskapets pris: 1997, 2005, 2014, 2017
- Svenska kulturfondens konstpris 2006
- Egentliga Finlands konstpris 2006
- Finlands-pris 2007
- Längmanska kulturfondens pris 2010